# Karl Heinrich von Boetticher
Karl Heinrich von Boetticher (né le 6 janvier 1833 à Stettin - mort le 6 mars 1907 à Naumburg an der Saale) est un fonctionnaire, un homme politique prussien. Il a entre autres occupé le poste de vice-chancelier.

## Biographie

### Jeunesse et études
Karl-Heinrich von Boetticher est le troisième fils du président du Oberlandesgericht Carl Wilhelm von Bötticher (1789–1868) et d'Henriette Wilhelmine von Bodenhausen. À cause des nombreux déménagements dus aux différentes promotions de son père, Karl-Heinrich von Boetticher est tour-à-tour élève dans des écoles de Stettin, de Königsberg et de Danzig avant d'obtenir son Abitur à Potsdam.
De 1852 à 1855, il fait des études de droit à l'université de Wurtzbourg puis de Berlin. À Wurtzbourg, il est membre du Corps Nassovia. Après ses études, il s'engage pendant un an comme volontaire. En 1860, von Boetticher est nommé magistrat débutant dans un tribunal puis trois ans plus tard, il est assesseur au gouvernement. C'est ainsi qu'il intègre le ministère du Commerce en 1864. L'année suivante, il est conseiller communal de la ville de Stralsund. C'est là qu'il épouse Sophie Berg en 1869, la même année que sa nomination au poste de conseiller au ministère de l'Intérieur.

### Carrière au service de l'État
En 1872, von Boetticher est élu conseiller secret au gouvernement puis chef du gouvernement de Hanovre puis du Schleswig en 1876. En 1879, il est nommé haut président de la province du Schleswig-Holstein. De septembre 1880 à juillet 1897, Boetticher est secrétaire d'État au ministère de l'Intérieur et ministre sans portefeuille. En juin 1881, il est nommé vice-chancelier. D'août 1888 à juillet 1897, il est vice-président au ministère d'État de Prusse.
C'est à ce poste qu'il prend une part importante à la conception et à la mise en place des lois sociales de Bismarck. En 1889, lorsque commence le conflit entre Bismarck et Guillaume II à propos des lois de protection des ouvriers, Boetticher se décide dans un cas de conscience à soutenir l'empereur et s'attire ainsi la colère de Bismarck. Ce dernier lui consacre un chapitre entier dans ses mémoires où il règle ses comptes avec Boetticher. La vision que Boetticher a des évènements est richement documenté dans l'ouvrage de Georg von Eppstein Fürst Bismarcks Entlassung publié à Berlin en 1920 après avoir étudié des documents inédits de Boetticher.
Après la chute de Bismarck en 1890, Boetticher reste en place et soutient le Nouveau cours de Leo von Caprivi, en particulier dans le domaine de la politique commerciale.
Lors d'une session du parlement, Boetticher, alors représentant du gouvernement, ne récuse pas un affront fait à l'empereur par un libéral-social et omet d’acclamer l'empereur. C'est ainsi qu'il est renvoyé en 1897 après 17 ans de service. Il retrouve son poste de haut président de la province de Saxe où il exerce jusqu'en 1906. Dans le même temps, il est chanoine à Naumburg.
De 1866 à 1870 et de 1882 à 1893, il est député du parti conservateur prussien et membre de la Chambre des représentants de Prusse. De 1878 à 1879, il est député du Parti conservateur libre au Reichstag et de 1901 à sa mort, il retrouve un siège à la chambre des représentants de Prusse.